# Al-Dżalama (Syria)
Al-Dżalama (arab. الجلمة) – miejscowość w Syrii, w muhafazie Hama. W 2004 roku liczyła 3970 mieszkańców.